# Andreas Frisch
Andreas Frisch (erwähnt ab 1620; † 1661) war ein Kunsttischler und Altarbauer in Linz.
Andreas (auch Andre) Frisch (Fritsch), vermutlich Sohn des Schreiners und Altarbauers Georg Frisch, wird 1620 erstmals erwähnt, als er eine Zahlung für eine neue Stange zur Stadtfahne von Linz erhielt. 1652 schuf er einen neuen Altar in der Ölbergkapelle der Stadtpfarrkirche Linz. 1658 war er beteiligt am Triumphbogen für Kaiser Leopold I. 
Sein Sohn Johannes Frisch und sein Enkel Johann Christian Frisch waren ebenfalls Kunsttischler sowie Bildhauer. Ein anderer Sohn, Georg, wurde Maler.